# European Silver League maschile
L'European Silver League è una competizione pallavolistica maschile per squadre nazionali europee, organizzata annualmente dalla CEV.

## Edizioni
| Edizione      | Edizione          | Podio         | Podio              | Podio              |               |
| Anno          | Sede della finale | Campione      | Seconda            | Terza              |               |
| ------------- | ----------------- | ------------- | ------------------ | ------------------ | ------------- |
| 2018 Dettagli | Skopje            | Croazia       | Bielorussia        | Lettonia           |               |
| 2019 Dettagli | Rentis Alexandria | Romania       | Grecia             | -                  |               |
| 2020          | -                 | Non disputata | Non disputata      | Non disputata      | Non disputata |
| 2021 Dettagli | Strumica          | Danimarca     | Macedonia del Nord | Ungheria           |               |
| 2022 Dettagli | Budapest          | Romania       | Finlandia          | Macedonia del Nord |               |
| 2023 Dettagli | Békéscsaba Riga   | Lettonia      | Ungheria           | -                  |               |
| 2024 Dettagli | Ried im Innkreis  | Israele       | Austria            | -                  |               |
| 2025 Dettagli | Kecskemét Umeå    | Svezia        | Ungheria           | -                  |               |

## Medagliere
| Pos. | Squadra            | 1º posto | 2º posto | 3º posto | Totale |
| ---- | ------------------ | -------- | -------- | -------- | ------ |
| 1    | Romania            | 2        | 0        | 0        | 2      |
| 2    | Lettonia           | 1        | 0        | 1        | 2      |
| 3    | Croazia            | 1        | 0        | 0        | 1      |
| 3    | Danimarca          | 1        | 0        | 0        | 1      |
| 3    | Israele            | 1        | 0        | 0        | 1      |
| 3    | Svezia             | 1        | 0        | 0        | 1      |
| 7    | Ungheria           | 0        | 2        | 1        | 3      |
| 8    | Macedonia del Nord | 0        | 1        | 1        | 2      |
| 9    | Austria            | 0        | 1        | 0        | 1      |
| 9    | Bielorussia        | 0        | 1        | 0        | 1      |
| 9    | Finlandia          | 0        | 1        | 0        | 1      |
| 9    | Grecia             | 0        | 1        | 0        | 1      |